# Gomphocerus dispar
Gomphocerus dispar är en insektsart som beskrevs av Fischer von Waldheim 1846. Gomphocerus dispar ingår i släktet Gomphocerus och familjen gräshoppor. Inga underarter finns listade i Catalogue of Life.